# Ana Debelić
Ana Debelić (født 9. januar 1994) er en kvindelig kroatisk håndboldspiller, som spiller for HK Astrakhanotjka og Kroatiens kvindehåndboldlandshold.
Hun deltog ved EM 2016 i Sverige, EM 2018 i Frankrig og EM 2020 i Danmark.

## Individuel udmærkelse
Bedste stregspiller ved EM i håndbold: 2020